# São José de Ubá
São José de Ubá là một đô thị thuộc bang Rio de Janeiro, Brasil. Đô thị này có diện tích 250,596 km², dân số năm 2007 là 6738 người, mật độ 26,9 người/km².